# 默兹河畔蒂伊
默兹河畔蒂伊（法語：Tilly-sur-Meuse，法語發音：[tiji syʁ møz]）是法国默兹省的一个市镇，属于凡尔登区。

## 地理
默兹河畔蒂伊（49°0'20"N, 5°26'23"E）面积13.69 平方千米，位于法国大東部大區默兹省，该省份为法国西北部内陆省份，北与比利时接壤，西接马恩省和阿登省，南至上马恩省和孚日省，东临默尔特-摩泽尔省。
与默兹河畔蒂伊接壤的市镇（或旧市镇、城区）包括：默兹河畔昂布利、布克蒙、朗布吕赞和伯努瓦特沃、雷库尔勒克勒、蒂永布瓦、特鲁瓦永、默兹河畔维莱。
默兹河畔蒂伊的时区为UTC+01:00、UTC+02:00（夏令时）。

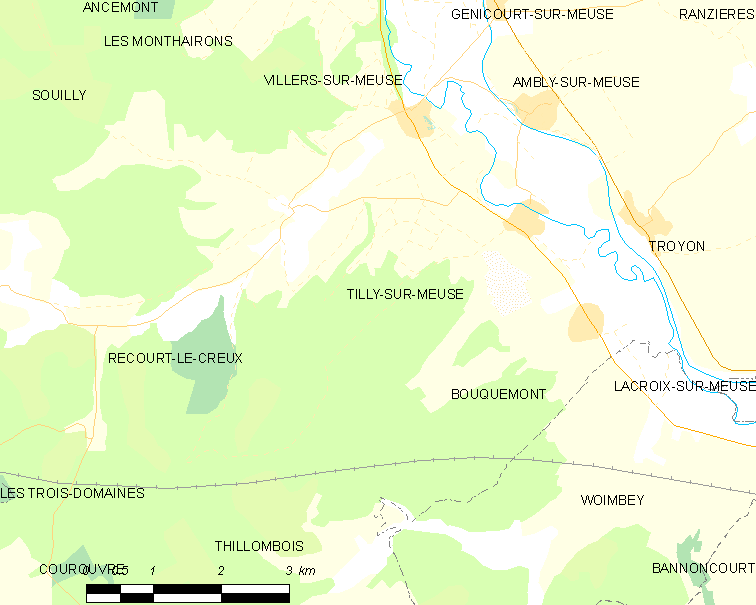
默兹河畔蒂伊的OSM定位图

## 行政
默兹河畔蒂伊的邮政编码为55220，INSEE市镇编码为55512。

## 政治
默兹河畔蒂伊所属的省级选区为默兹河畔迪约县。

## 人口

1962-2008年间默兹河畔蒂伊人口变化图示

默兹河畔蒂伊于2022年1月1日时的人口数量为277人。